# Трогонофіс Вігмана
Трогонофіс Вігмана (Trogonophis wiegmanni) — єдиний вид монотипичного роду Трогонофісів з родини Trogonophidae. Має 2 підвиди. Інша назва «шахова хробакоподібна ящірка». Отримала назву на честь німецького зоолога Аренда Фрідриха Вігмана.

## Опис
Загальна довжина досягає 25 см. Голова сплощена, верхня щелепа дещо більше за нижню. Зуби акродонтні. Тулуб широкий, трикутний у поперечному розрізі. Хвіст невеликий. Кінцівки відсутні. Колір шкіри у підвидів різниться: є лілові, жовтуваті, фіолетово—бурі особини з яскраво—жовтими та коричними клітинками. Наявність останніх у майже симетричному порядку причинило отримання цією амфісбеною назви «шахова хробакоподібна ящірка».

## Спосіб життя
Полюбляє ліси помірного поясу, середземноморського типу чагарникову рослинність, луки, піщані береги, орні землі, пасовища. Практично усе життя проводить під землею, риючи ходи й нори. Лише рано вранці з'являється на поверхні, а також під час парування. Харчується мурахами, їх личинками, іноді дрібними ящірками.
Це живородний плазун. Самиця народжує 1—3 дитинча.

## Розповсюдження
Мешкає у Марокко, Алжирі та Тунісі.

## Підвиди
- Trogonophis wiegmanni wiegmanni
- Trogonophis wiegmanni elegans